# 천가연
천가연(1982년 10월 17일 ~ )은 대한민국의 가수이다.

## 개요
혼성 듀오 소울하모니에서 활동했었다. 헬로트로트와 미스트롯3에 참가하여 이름을 알렸다.

## 학력
| 서울호서직업전문학교(졸업) |

## 출연작
- 2021년 MBN 《헬로트로트》- Top 20
- 2023년 TV조선 《미스트롯3》- Top 14
- 2024년 TV조선 미스 쓰리랑 - 게스트